# حمام عامری
حمام عامری مربوط به دوره قاجار است و در اختیارآباد، کوچه انتهایی خیابان معلم واقع شده و این اثر در تاریخ ۲۲ مرداد ۱۳۸۴ با شمارهٔ ثبت ۱۳۰۷۰ به‌عنوان یکی از آثار ملی ایران به ثبت رسیده است.